# Wereldbeker zwemmen 2018
De wereldbeker zwemmen 2018 was een serie van zeven wedstrijden die gehouden worden van september tot en met november 2018 in zeven verschillende steden in Azië en Europa. De Rus Vladimir Morozov, bij de mannen, en de Zweedse Sarah Sjöström, bij de vrouwen, wonnen dit jaar de wereldbeker.

## Kalender
| # | Data            | Locatie   | Resultaten |
| - | --------------- | --------- | ---------- |
| 1 | 7-9 september   | Kazan     | [ 1 ]      |
| 2 | 13-15 september | Doha      | [ 2 ]      |
| 3 | 28-30 september | Eindhoven | [ 3 ]      |
| 4 | 4-6 oktober     | Boedapest | [ 4 ]      |
| 5 | 2-4 november    | Peking    | [ 5 ]      |
| 6 | 9-11 november   | Tokio     | [ 6 ]      |
| 7 | 15-17 november  | Singapore | [ 7 ]      |

## Klassementen

### Mannen
| Rang | Naam             | Land             | Punten (Bonuspunten) | Punten (Bonuspunten) | Punten (Bonuspunten) | Punten (Bonuspunten) | Punten (Bonuspunten) | Punten (Bonuspunten) | Punten (Bonuspunten) | Totaal |
| Rang | Naam             | Land             | KAZ                  | DOH                  | EIN                  | BOE                  | PEK                  | TOK                  | SIN                  | Totaal |
| ---- | ---------------- | ---------------- | -------------------- | -------------------- | -------------------- | -------------------- | -------------------- | -------------------- | -------------------- | ------ |
| 1    | Vladimir Morozov | Rusland          | 54                   | 30                   | 80                   | 54                   | 54                   | 70                   | 60                   | 402    |
| 2    | Kirill Prigoda   | Rusland          | 18                   | 18                   | 42                   | 30                   | 60                   | 45                   | 18                   | 231    |
| 3    | Mitch Larkin     | Australië        | 36                   | 36                   | 36                   | 36                   | 21                   | 18                   | 39                   | 222    |
| 4    | Michael Andrew   | Verenigde Staten | 42                   | 45                   | 6                    | 30                   | 27                   | 24                   | 27                   | 201    |
| 5    | Blake Pieroni    | Verenigde Staten | 21                   | 36                   | 30                   | 30                   | 27                   | 15                   | 24                   | 183    |
| 6    | Anton Tsjoepkov  | Rusland          | 48                   | 42                   | 18                   | 18                   | 21                   | 9                    | 21                   | 177    |
| 7    | Xu Jiayu         | China            | –                    | –                    | –                    | –                    | 30                   | 74                   | 54                   | 158    |
| 8    | Dávid Verrasztó  | Hongarije        | 27                   | 27                   | 9                    | 9                    | 18                   | 9                    | 6                    | 105    |

### Vrouwen
| Rang | Naam                | Land      | Punten (Bonuspunten) | Punten (Bonuspunten) | Punten (Bonuspunten) | Punten (Bonuspunten) | Punten (Bonuspunten) | Punten (Bonuspunten) | Punten (Bonuspunten) | Totaal |
| Rang | Naam                | Land      | KAZ                  | DOH                  | EIN                  | BOE                  | PEK                  | TOK                  | SIN                  | Totaal |
| ---- | ------------------- | --------- | -------------------- | -------------------- | -------------------- | -------------------- | -------------------- | -------------------- | -------------------- | ------ |
| 1    | Sarah Sjöström      | Zweden    | 60                   | 60                   | 54                   | 30                   | 33                   | 48                   | 54                   | 339    |
| 2    | Katinka Hosszú      | Hongarije | 36                   | 54                   | 36                   | 36                   | 60                   | 48                   | 33                   | 303    |
| 3    | Ranomi Kromowidjojo | Nederland | 24                   | 39                   | 30                   | 36                   | 33                   | 57                   | 36                   | 255    |
| 4    | Joelia Jefimova     | Rusland   | 42                   | 36                   | 45                   | 30                   | 51                   | 30                   | 21                   | 255    |
| 5    | Femke Heemskerk     | Nederland | 24                   | 27                   | 21                   | 21                   | 39                   | 33                   | 33                   | 198    |
| 6    | Alia Atkinson       | Jamaica   | –                    | –                    | 21                   | 68                   | 21                   | 24                   | 48                   | 182    |
| 7    | Emily Seebohm       | Australië | –                    | –                    | 24                   | 36                   | 24                   | 24                   | 30                   | 138    |
| 8    | Kira Toussaint      | Nederland | 36                   | 30                   | 6                    | 0                    | 18                   | 21                   | 24                   | 135    |

## Dagzeges

### Vrije slag

#### 50 meter
| Wedstrijd    | Mannen           | Mannen | Mannen   | Vrouwen             | Vrouwen | Vrouwen  |
| Wedstrijd    | Winnaar          | Land   | Tijd     | Winnaar             | Land    | Tijd     |
| ------------ | ---------------- | ------ | -------- | ------------------- | ------- | -------- |
| #1:Kazan     | Vladimir Morozov | RUS    | 21,49 WC | Sarah Sjöström      | SWE     | 23,83 WC |
| #2:Doha      | Vladimir Morozov | RUS    | 21,80    | Sarah Sjöström      | SWE     | 23,99    |
| #3:Eindhoven | Vladimir Morozov | RUS    | 20,69    | Ranomi Kromowidjojo | NED     | 23,26    |
| #4:Boedapest | Vladimir Morozov | RUS    | 20,51 WC | Ranomi Kromowidjojo | NED     | 23,23    |
| #5:Peking    | Vladimir Morozov | RUS    | 20,87    | Ranomi Kromowidjojo | NED     | 23,48    |
| #6:Tokio     | Vladimir Morozov | RUS    | 20,49 WC | Sarah Sjöström      | SWE     | 23,26    |
| #7:Singapore | Vladimir Morozov | RUS    | 20,48 WC | Sarah Sjöström      | SWE     | 23,21    |

#### 100 meter
| Wedstrijd    | Mannen           | Mannen | Mannen   | Vrouwen             | Vrouwen | Vrouwen |
| Wedstrijd    | Winnaar          | Land   | Tijd     | Winnaar             | Land    | Tijd    |
| ------------ | ---------------- | ------ | -------- | ------------------- | ------- | ------- |
| #1:Kazan     | Vladimir Morozov | RUS    | 48,26    | Sarah Sjöström      | SWE     | 52,99   |
| #2:Doha      | Blake Pieroni    | USA    | 48,11    | Sarah Sjöström      | SWE     | 53,13   |
| #3:Eindhoven | Vladimir Morozov | RUS    | 45,69    | Sarah Sjöström      | SWE     | 51,21   |
| #4:Boedapest | Vladimir Morozov | RUS    | 45,30    | Ranomi Kromowidjojo | NED     | 51,01   |
| #5:Peking    | Vladimir Morozov | RUS    | 45,66    | Ranomi Kromowidjojo | NED     | 51,51   |
| #6:Tokio     | Vladimir Morozov | RUS    | 45,16 WC | Ranomi Kromowidjojo | NED     | 51,26   |
| #7:Singapore | Vladimir Morozov | RUS    | 44,95 WC | Sarah Sjöström      | SWE     | 51,13   |

#### 200 meter
| Wedstrijd    | Mannen        | Mannen | Mannen  | Vrouwen         | Vrouwen | Vrouwen |
| Wedstrijd    | Winnaar       | Land   | Tijd    | Winnaar         | Land    | Tijd    |
| ------------ | ------------- | ------ | ------- | --------------- | ------- | ------- |
| #1:Kazan     | Blake Pieroni | USA    | 1.47,32 | Sarah Sjöström  | SWE     | 1.55,98 |
| #2:Doha      | Blake Pieroni | USA    | 1.47,20 | Sarah Sjöström  | SWE     | 1.56,32 |
| #3:Eindhoven | Blake Pieroni | USA    | 1.41,83 | Sarah Sjöström  | SWE     | 1.52,25 |
| #4:Boedapest | Blake Pieroni | USA    | 1.42,00 | Sarah Sjöström  | SWE     | 1.51,60 |
| #5:Peking    | Blake Pieroni | USA    | 1.42,65 | Femke Heemskerk | NED     | 1.52,22 |
| #6:Tokio     | Kyle Chalmers | AUS    | 1.41,83 | Femke Heemskerk | NED     | 1.51,91 |
| #7:Singapore | Blake Pieroni | USA    | 1.41,15 | Femke Heemskerk | NED     | 1.52,57 |

#### 400 meter
| Wedstrijd    | Mannen           | Mannen | Mannen  | Vrouwen         | Vrouwen | Vrouwen    |
| Wedstrijd    | Winnaar          | Land   | Tijd    | Winnaar         | Land    | Tijd       |
| ------------ | ---------------- | ------ | ------- | --------------- | ------- | ---------- |
| #1:Kazan     | Jaroslav Potapov | RUS    | 3.54,78 | Katinka Hosszú  | HUN     | 4.12,09    |
| #2:Doha      | Blake Pieroni    | USA    | 3.53,98 | Katinka Hosszú  | HUN     | 4.10,02    |
| #3:Eindhoven | Mack Horton      | AUS    | 3.39,92 | Wang Jianjiahe  | CHN     | 3.54,63    |
| #4:Boedapest | Mack Horton      | AUS    | 3.41,78 | Wang Jianjiahe  | CHN     | 3.53,97 WR |
| #5:Peking    | Ji Xinjie        | CHN    | 3.40,82 | Li Bingjie      | CHN     | 3.59,20    |
| #6:Tokio     | Mack Horton      | AUS    | 3.40,58 | Femke Heemskerk | NED     | 4.01,29    |
| #7:Singapore | Mack Horton      | AUS    | 3.41,44 | Reva Foos       | GER     | 4.07,07    |

#### 1500/800 meter
| Wedstrijd    | Mannen               | Mannen | Mannen   | Vrouwen         | Vrouwen | Vrouwen |
| Wedstrijd    | Winnaar              | Land   | Tijd     | Winnaar         | Land    | Tijd    |
| ------------ | -------------------- | ------ | -------- | --------------- | ------- | ------- |
| #1:Kazan     | Jaroslav Potapov     | RUS    | 15.27,92 | Zhou Chanzhen   | CHN     | 8.35,03 |
| #2:Doha      | Marcos Gil           | ESP    | 15.28,19 | Katinka Hosszú  | HUN     | 8.34,58 |
| #3:Eindhoven | Maksym Sjemberev     | AZE    | 14.45,17 | Wang Jianjiahe  | CHN     | 8.03,86 |
| #4:Boedapest | Mack Horton          | AUS    | 14.39,84 | Wang Jianjiahe  | CHN     | 7.59,44 |
| #5:Peking    | Mychailo Romantsjoek | UKR    | 14.29,88 | Yan Caiping     | CHN     | 8.29,05 |
| #6:Tokio     | Mychailo Romantsjoek | UKR    | 14.27,93 | Mayuko Gotou    | JPN     | 8.19,74 |
| #7:Singapore | Mack Horton          | AUS    | 14.44,22 | Femke Heemskerk | NED     | 8.33,00 |

### Rugslag

#### 50 meter
| Wedstrijd    | Mannen           | Mannen | Mannen   | Vrouwen         | Vrouwen | Vrouwen |
| Wedstrijd    | Winnaar          | Land   | Tijd     | Winnaar         | Land    | Tijd    |
| ------------ | ---------------- | ------ | -------- | --------------- | ------- | ------- |
| #1:Kazan     | Vladimir Morozov | RUS    | 24,43 WC | Kira Toussaint  | NED     | 28,18   |
| #2:Doha      | Michael Andrew   | USA    | 24,49    | Kira Toussaint  | NED     | 28,01   |
| #3:Eindhoven | Mitch Larkin     | AUS    | 23,34    | Etiene Medeiros | BRA     | 26,07   |
| #4:Boedapest | Michael Andrew   | USA    | 23,19    | Emily Seebohm   | AUS     | 26,05   |
| #5:Peking    | Xu Jiayu         | CHN    | 22,70    | Kira Toussaint  | NED     | 26,21   |
| #6:Tokio     | Xu Jiayu         | CHN    | 22,87    | Kira Toussaint  | NED     | 26,21   |
| #7:Singapore | Xu Jiayu         | CHN    | 22,71    | Kira Toussaint  | NED     | 26,04   |

#### 100 meter
| Wedstrijd    | Mannen       | Mannen | Mannen   | Vrouwen        | Vrouwen | Vrouwen |
| Wedstrijd    | Winnaar      | Land   | Tijd     | Winnaar        | Land    | Tijd    |
| ------------ | ------------ | ------ | -------- | -------------- | ------- | ------- |
| #1:Kazan     | Mitch Larkin | AUS    | 53,99    | Kira Toussaint | NED     | 59,80   |
| #2:Doha      | Mitch Larkin | AUS    | 53,68    | Katinka Hosszú | HUN     | 59,63   |
| #3:Eindhoven | Mitch Larkin | AUS    | 50,08    | Kathleen Baker | USA     | 55,91   |
| #4:Boedapest | Mitch Larkin | AUS    | 49,96    | Emily Seebohm  | AUS     | 55,81   |
| #5:Peking    | Mitch Larkin | AUS    | 49,97    | Minna Atherton | AUS     | 56,49   |
| #6:Tokio     | Xu Jiayu     | CHN    | 48,88 WR | Minna Atherton | AUS     | 56,04   |
| #7:Singapore | Xu Jiayu     | CHN    | 48,98    | Kira Toussaint | NED     | 55,92   |

#### 200 meter
| Wedstrijd    | Mannen       | Mannen | Mannen  | Vrouwen        | Vrouwen | Vrouwen |
| Wedstrijd    | Winnaar      | Land   | Tijd    | Winnaar        | Land    | Tijd    |
| ------------ | ------------ | ------ | ------- | -------------- | ------- | ------- |
| #1:Kazan     | Mitch Larkin | AUS    | 1.57,23 | Katinka Hosszú | HUN     | 2.10,13 |
| #2:Doha      | Mitch Larkin | AUS    | 1.57,45 | Katinka Hosszú | HUN     | 2.11,00 |
| #3:Eindhoven | Mitch Larkin | AUS    | 1.49,75 | Kathleen Baker | USA     | 2.00,85 |
| #4:Boedapest | Mitch Larkin | AUS    | 1.49,52 | Emily Seebohm  | AUS     | 1.59,94 |
| #5:Peking    | Xu Jiayu     | CHN    | 1.49,08 | Minna Atherton | AUS     | 2.02,02 |
| #6:Tokio     | Xu Jiayu     | CHN    | 1.48,32 | Emily Seebohm  | AUS     | 2.01,13 |
| #7:Singapore | Xu Jiayu     | CHN    | 1.48,93 | Emily Seebohm  | AUS     | 2.01,60 |

### Schoolslag

#### 50 meter
| Wedstrijd    | Mannen             | Mannen | Mannen | Vrouwen         | Vrouwen | Vrouwen  |
| Wedstrijd    | Winnaar            | Land   | Tijd   | Winnaar         | Land    | Tijd     |
| ------------ | ------------------ | ------ | ------ | --------------- | ------- | -------- |
| #1:Kazan     | Felipe Lima        | BRA    | 26,90  | Joelia Jefimova | RUS     | 30,92    |
| #2:Doha      | Felipe Lima        | BRA    | 26,84  | Joelia Jefimova | RUS     | 30,43    |
| #3:Eindhoven | Felipe Lima        | BRA    | 25,92  | Alia Atkinson   | JAM     | 29,18    |
| #4:Boedapest | Felipe Lima        | BRA    | 25,88  | Alia Atkinson   | JAM     | 28,56 WR |
| #5:Peking    | Kirill Prigoda     | RUS    | 26,02  | Alia Atkinson   | JAM     | 29,16    |
| #6:Tokio     | Peter John Stevens | SLO    | 26,03  | Alia Atkinson   | JAM     | 28,95    |
| #7:Singapore | Ilja Sjymanovitsj  | BLR    | 25,95  | Alia Atkinson   | JAM     | 28,93    |

#### 100 meter
| Wedstrijd    | Mannen          | Mannen | Mannen | Vrouwen         | Vrouwen | Vrouwen |
| Wedstrijd    | Winnaar         | Land   | Tijd   | Winnaar         | Land    | Tijd    |
| ------------ | --------------- | ------ | ------ | --------------- | ------- | ------- |
| #1:Kazan     | Anton Tsjoepkov | RUS    | 59,53  | Joelia Jefimova | RUS     | 1.05,94 |
| #2:Doha      | Felipe Lima     | BRA    | 59,61  | Joelia Jefimova | RUS     | 1.06,27 |
| #3:Eindhoven | Kirill Prigoda  | RUS    | 56,88  | Joelia Jefimova | RUS     | 1.03,41 |
| #4:Boedapest | Felipe Lima     | BRA    | 56,69  | Alia Atkinson   | JAM     | 1.02,80 |
| #5:Peking    | Kirill Prigoda  | RUS    | 56,61  | Joelia Jefimova | RUS     | 1.03,09 |
| #6:Tokio     | Kirill Prigoda  | RUS    | 56,58  | Alia Atkinson   | JAM     | 1.03,09 |
| #7:Singapore | Yan Zibei       | CHN    | 56,34  | Alia Atkinson   | JAM     | 1.02,74 |

#### 200 meter
| Wedstrijd    | Mannen          | Mannen | Mannen     | Vrouwen           | Vrouwen | Vrouwen |
| Wedstrijd    | Winnaar         | Land   | Tijd       | Winnaar           | Land    | Tijd    |
| ------------ | --------------- | ------ | ---------- | ----------------- | ------- | ------- |
| #1:Kazan     | Anton Tsjoepkov | RUS    | 2.07,59 WC | Vitalina Simonova | RUS     | 2.23,86 |
| #2:Doha      | Anton Tsjoepkov | RUS    | 2.08,77    | Joelia Jefimova   | RUS     | 2.23,55 |
| #3:Eindhoven | Kirill Prigoda  | RUS    | 2.01,59    | Joelia Jefimova   | RUS     | 2.15,62 |
| #4:Boedapest | Kirill Prigoda  | RUS    | 2.01,58    | Joelia Jefimova   | RUS     | 2.17,88 |
| #5:Peking    | Kirill Prigoda  | RUS    | 2.01,59    | Joelia Jefimova   | RUS     | 2.16,98 |
| #6:Tokio     | Kirill Prigoda  | RUS    | 2.01,30    | Joelia Jefimova   | RUS     | 2.16,29 |
| #7:Singapore | Anton Tsjoepkov | RUS    | 2.01,73    | Joelia Jefimova   | RUS     | 2.16,05 |

### Vlinderslag

#### 50 meter
| Wedstrijd    | Mannen           | Mannen | Mannen   | Vrouwen             | Vrouwen | Vrouwen  |
| Wedstrijd    | Winnaar          | Land   | Tijd     | Winnaar             | Land    | Tijd     |
| ------------ | ---------------- | ------ | -------- | ------------------- | ------- | -------- |
| #1:Kazan     | Andrij Hovorov   | UKR    | 22,87 WC | Sarah Sjöström      | SWE     | 25,39 WC |
| #2:Doha      | Andrij Hovorov   | UKR    | 22,82 WC | Sarah Sjöström      | SWE     | 25,22 WC |
| #3:Eindhoven | Nicholas Santos  | BRA    | 22,08    | Sarah Sjöström      | SWE     | 24,61    |
| #4:Boedapest | Nicholas Santos  | BRA    | 21,75 WR | Ranomi Kromowidjojo | NED     | 24,65    |
| #5:Peking    | Vladimir Morozov | RUS    | 22,27    | Sarah Sjöström      | SWE     | 25,03    |
| #6:Tokio     | Vladimir Morozov | RUS    | 22,29    | Ranomi Kromowidjojo | NED     | 24,51    |
| #7:Singapore | Vladimir Morozov | RUS    | 22,17    | Sarah Sjöström      | SWE     | 24,63    |

#### 100 meter
| Wedstrijd    | Mannen           | Mannen | Mannen | Vrouwen        | Vrouwen | Vrouwen  |
| Wedstrijd    | Winnaar          | Land   | Tijd   | Winnaar        | Land    | Tijd     |
| ------------ | ---------------- | ------ | ------ | -------------- | ------- | -------- |
| #1:Kazan     | Michael Andrew   | USA    | 51,96  | Sarah Sjöström | SWE     | 57,42 WC |
| #2:Doha      | Michael Andrew   | USA    | 51,83  | Sarah Sjöström | SWE     | 56,46 WC |
| #3:Eindhoven | Chad le Clos     | RSA    | 49,56  | Sarah Sjöström | SWE     | 54,91 WC |
| #4:Boedapest | Chad le Clos     | RSA    | 49,22  | Kelsi Dahlia   | USA     | 54,84 WC |
| #5:Peking    | Li Zhuhao        | CHN    | 50,74  | Sarah Sjöström | SWE     | 55,58    |
| #6:Tokio     | Takeshi Kawamoto | JPN    | 50,28  | Rikako Ikee    | JPN     | 55,31    |
| #7:Singapore | Li Zhuhao        | CHN    | 49,64  | Sarah Sjöström | SWE     | 55,73    |

#### 200 meter
| Wedstrijd    | Mannen           | Mannen | Mannen  | Vrouwen        | Vrouwen | Vrouwen |
| Wedstrijd    | Winnaar          | Land   | Tijd    | Winnaar        | Land    | Tijd    |
| ------------ | ---------------- | ------ | ------- | -------------- | ------- | ------- |
| #1:Kazan     | Chad le Clos     | RSA    | 1.56,58 | Katinka Hosszú | HUN     | 2.08,93 |
| #2:Doha      | Maksym Sjemberev | AZE    | 1.58,45 | Katinka Hosszú | HUN     | 2.09,26 |
| #3:Eindhoven | Chad le Clos     | RSA    | 1.51,09 | Katinka Hosszú | HUN     | 2.02,87 |
| #4:Boedapest | Chad le Clos     | RSA    | 1.50,29 | Katinka Hosszú | HUN     | 2.03,14 |
| #5:Peking    | Li Zhuhao        | CHN    | 1.51,94 | Katinka Hosszú | HUN     | 2.02,88 |
| #6:Tokio     | Li Zhuhao        | CHN    | 1.50,92 | Katinka Hosszú | HUN     | 2.03,01 |
| #7:Singapore | Li Zhuhao        | CHN    | 1.50,96 | Katinka Hosszú | HUN     | 2.02,86 |

### Wisselslag

#### 100 meter
| Wedstrijd    | Mannen           | Mannen | Mannen   | Vrouwen        | Vrouwen | Vrouwen |
| Wedstrijd    | Winnaar          | Land   | Tijd     | Winnaar        | Land    | Tijd    |
| ------------ | ---------------- | ------ | -------- | -------------- | ------- | ------- |
| #1:Kazan     |                  |        |          |                |         |         |
| #2:Doha      |                  |        |          |                |         |         |
| #3:Eindhoven | Vladimir Morozov | RUS    | 50,26 WR | Katinka Hosszú | HUN     | 57,44   |
| #4:Boedapest | Vladimir Morozov | RUS    | 50,32    | Katinka Hosszú | HUN     | 57,64   |
| #5:Peking    | Vladimir Morozov | RUS    | 50,86    | Katinka Hosszú | HUN     | 57,05   |
| #6:Tokio     | Vladimir Morozov | RUS    | 50,26 WR | Katinka Hosszú | HUN     | 57,25   |
| #7:Singapore | Vladimir Morozov | RUS    | 50,31    | Sarah Sjöström | SWE     | 57,49   |

#### 200 meter
| Wedstrijd    | Mannen       | Mannen | Mannen     | Vrouwen        | Vrouwen | Vrouwen |
| Wedstrijd    | Winnaar      | Land   | Tijd       | Winnaar        | Land    | Tijd    |
| ------------ | ------------ | ------ | ---------- | -------------- | ------- | ------- |
| #1:Kazan     | Mitch Larkin | AUS    | 1.59,47    | Katinka Hosszú | HUN     | 2.12,71 |
| #2:Doha      | Mitch Larkin | AUS    | 1.59,14    | Katinka Hosszú | HUN     | 2.11,57 |
| #3:Eindhoven | Daiya Seto   | JPN    | 1.51,09 WC | Katinka Hosszú | HUN     | 2.05,06 |
| #4:Boedapest | Mitch Larkin | AUS    | 1.52,96    | Katinka Hosszú | HUN     | 2.04,13 |
| #5:Peking    | Wang Shun    | CHN    | 1.52,08    | Katinka Hosszú | HUN     | 2.05,25 |
| #6:Tokio     | Wang Shun    | CHN    | 1.51,45    | Katinka Hosszú | HUN     | 2.04,65 |
| #7:Singapore | Wang Shun    | CHN    | 1.51,84    | Katinka Hosszú | HUN     | 2.04,79 |

#### 400 meter
| Wedstrijd    | Mannen          | Mannen | Mannen     | Vrouwen        | Vrouwen | Vrouwen |
| Wedstrijd    | Winnaar         | Land   | Tijd       | Winnaar        | Land    | Tijd    |
| ------------ | --------------- | ------ | ---------- | -------------- | ------- | ------- |
| #1:Kazan     | Dávid Verrasztó | HUN    | 4.20,68    | Katinka Hosszú | HUN     | 4.37,82 |
| #2:Doha      | Dávid Verrasztó | HUN    | 4.13,44    | Katinka Hosszú | HUN     | 4.39,57 |
| #3:Eindhoven | Daiya Seto      | JPN    | 3.57,25 WC | Katinka Hosszú | HUN     | 4.25,15 |
| #4:Boedapest | Daiya Seto      | JPN    | 4.01,16    | Katinka Hosszú | HUN     | 4.23,55 |
| #5:Peking    | Dávid Verrasztó | HUN    | 4.04,09    | Katinka Hosszú | HUN     | 4.25,68 |
| #6:Tokio     | Kosuke Hagino   | JPN    | 4.01,93    | Katinka Hosszú | HUN     | 4.21,91 |
| #7:Singapore | Wang Shun       | CHN    | 3.59,99    | Katinka Hosszú | HUN     | 4.24,02 |